# Paschasius d'Arles
Paschasius  ( ? -  588), appelé aussi Paschase , était Archevêque d’Arles (588)

## Biographie
Paschasius figure sur les diptyques épiscopaux mais n'est pas connu, son archiépiscopat étant même mis en doute par certains. Klingshirn, par exemple, dans son ouvrage sur Césaire d’Arles citant Grégoire de Tours, indique que l’existence de Paschasius n'est pas fondée et la Gallia christiana novissima ne mentionne aucun texte l’évoquant. En revanche, Henri Bordier, dans son édition de Grégoire de Tours rapporte que Paschasius aurait bien été, pendant très peu de temps certes, archevêque d'Arles entre Licerius et Virgile. De même, Charles-Louis Richard signale que Virgile aurait pu succéder à Paschasius et non à Licerius. 
Quoi qu'il en soit, même si cet archiépiscopat est avéré, Paschasius n'aurait siégé que très peu de temps, moins d'un an, entre la mort de Licerius et la nomination de Virgile, toutes deux intervenues en 588 en pleine période d'épidémie de peste.

### Sources et références
- William E. Klingshirn - Caesarius of Arles : The Making of a Christian Community in Late Antique Gaul - Cambridge University Press, 1994 –  (ISBN 0521528526), page 86 ici.
- Gregory, Odo, Henri Léonard Bordier  - Histoire ecclésiastique des Francs - Firmin Didot, 1861 – page 205 ici
- Charles-Louis Richard  - Bibliothèque sacrée, ou Dictionnaire universel historique, dogmatique, canonique, géographique et chronologique des sciences ecclésiastiques – 1827 – page 69.
- Joseph Hyacinthe Albanés - Gallia christiana novissima; ouvrage accessible sur Gallica ici